# Meripilus
Meripilus Petter Adolf Karsten, 1882) este un gen mic de ciuperci cu 6 specii (în Europa numai una) de ciuperci tânăr comestibile din încrengătura Basidiomycota, în ordinul Polyporales și familia Meripilaceae. Speciile sunt saprotrofe, ce descompun lemn în putrefacție, crescând pe lemn mort sau pe sol asupra rădăcinilor la baza de foioase și rășinoase, cauzând un putregai alb. Tipul de specie este Meripilus giganteus (foalele pădurii).

## Taxonomie
Genul a fost determinat de micologul finlandez Petter Adolf Karsten în volumul VIII al jurnalului botanic Bidrag till kännedom af Finlands Natur och Folk din 1882, taxon valabil până în prezent (2020).
Denumirea Porodon a lui Elias Magnus Fries din 1851 precum cea a micologilor cehi František Kotlaba și Zdeněk Pouzar din 1957, anume Flabellopilus, sunt acceptate sinonim, dar, nefiind folosite, pot fi neglijate.

## Morfologie
- Corpul fructifer: al acestui gen de ciuperci formează corpuri de fructe mari de până la un metru precum o greutate nu rar cu mai mult de 30 kilograme care constă dintr-o mulțime de segmente, crescând în ciorchine asemănătoare cu rozete. Aceste fragmente individuale, parțial concrescute, sunt dispuse etajat, lobate în formă de evantai, scoică sau semicirculare.  Răsară dintr-un trunchi comun gros, incrustat adânc în lemn. Partea superioară netedă tinde de la bej până brun, decolorându-se cu avansarea în vârstă. După apăsare cuticulei concentric zonată ea devine negricioasă. Himenoforul pe partea inferioară, compus din tuburi și pori, este de culoare mai deschisă, asemănător tramei, albicioasă până crem deschis. În tinerețe, consistenta cârnii este suculentă și moale cu un miros de ciuperci care se pierde cu timpul. Începând cu maturitatea, devine din ce în ce mai tare și elastică, în sfârșit uscată, lemnoasă, sfărâmicioasă și amară.
- Caracteristici microscopice: are spori mici cu pereți subțiri, netezi, larg elipsoidali până rotunjori, granulați în interior, hialini (translucizi), amiloizi (ce înseamnă colorabilitatea structurilor tisulare folosind reactivi de iod). Pulberea lor este albă. Basidiile cu 4 sterigme fiecare sunt umflat clavate și capitate. Cistidele fusiforme (elemente sterile situate în stratul himenal sau printre celulele din pielița pălăriei și a piciorului, probabil cu rol de excreție) au și ele pereți subțiri. Sistemul hifelor este monomitic, hifele fiind hialine și fără fibule.[3][4]

## Sistematică
Pe vremuri, 13 specii aparținuseră acestui gen. Dar unele au fost transferate la altul, astfel:
- Meripilus candidus (Roth) P.Karst. (1879), în prezent Postia caesia (Schrad.) P.Karst. (1882) [8]
- Meripilus lentifrondosa și Meripilus entifrondosus (Murrill) M.J.Larsen & Lombard (1988), în prezent  Meripilus giganteus (Pers.) P.Karst. (1882)[9]
- Meripilus persicinus (Berk. & M.A.Curtis) Ryvarden (1972), în prezent Laetiporus persicinus (Berk. & M.A. Curtis) Gilb. (1981)[10]
- Meripilus salignus (Fr.) P.Karst. (1882), în prezent Bjerkandera fumosa (Pers.) P.Karst. (1879)[11]
- Meripilus talpae (Cooke) D.A.Reid (1963), în prezent Laetiporus persicinus (Berk. & M.A. Curtis) Gilb. (1981)[12]
- Meripilus lobatus ( J.F.Gmel.) P.Karst. (1882) este listat în Mycobank,[13] dar absolut necunoscut în literatura micologică.

Astfel, în curent (2020), doar 6 specii mai aparțin genului și doar  una trăiește în Europa (E).
- Meripilus applanatus Corner (1984) -Insulele Solomon
- Meripilus giganteus (Pers.) P.Karst. (1882) E, America de Nord
- Meripilus maculatus Corner (1984)   - Sumatra
- Meripilus sumstinei  (Murrill) M.J.Larsen & Lombard (1988) - America de Nord
- Meripilus tropicalis  Guzmán & Pérez-Silva (1975) - Mexic
- Meripilus villosulus Corner (1984) - Malaysia

Cu excepția Meripilus giganteus și Meripilus sumstinei soiurile genului apar aproape nicăieri în literatură.

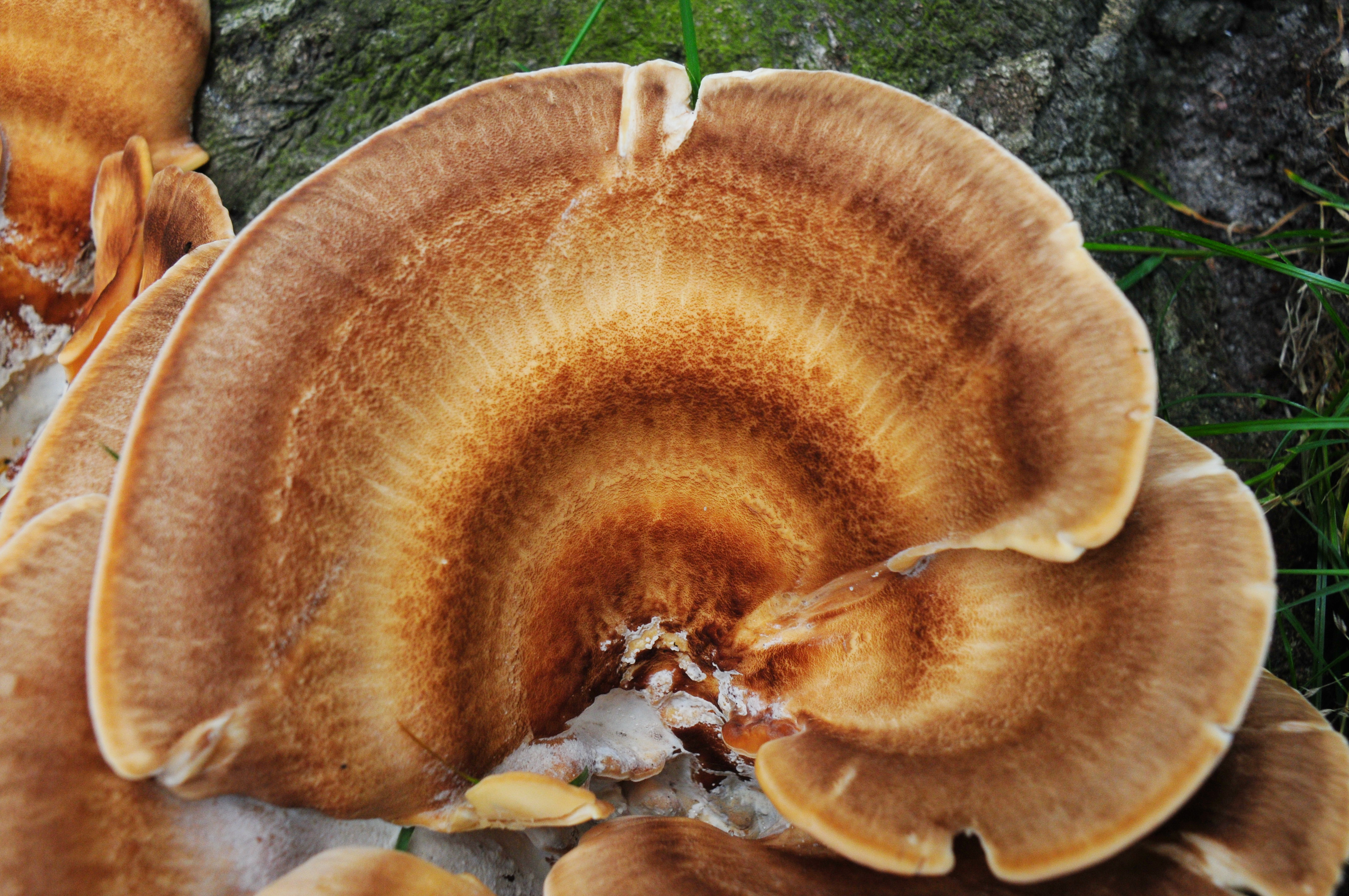
Meripilus giganteus
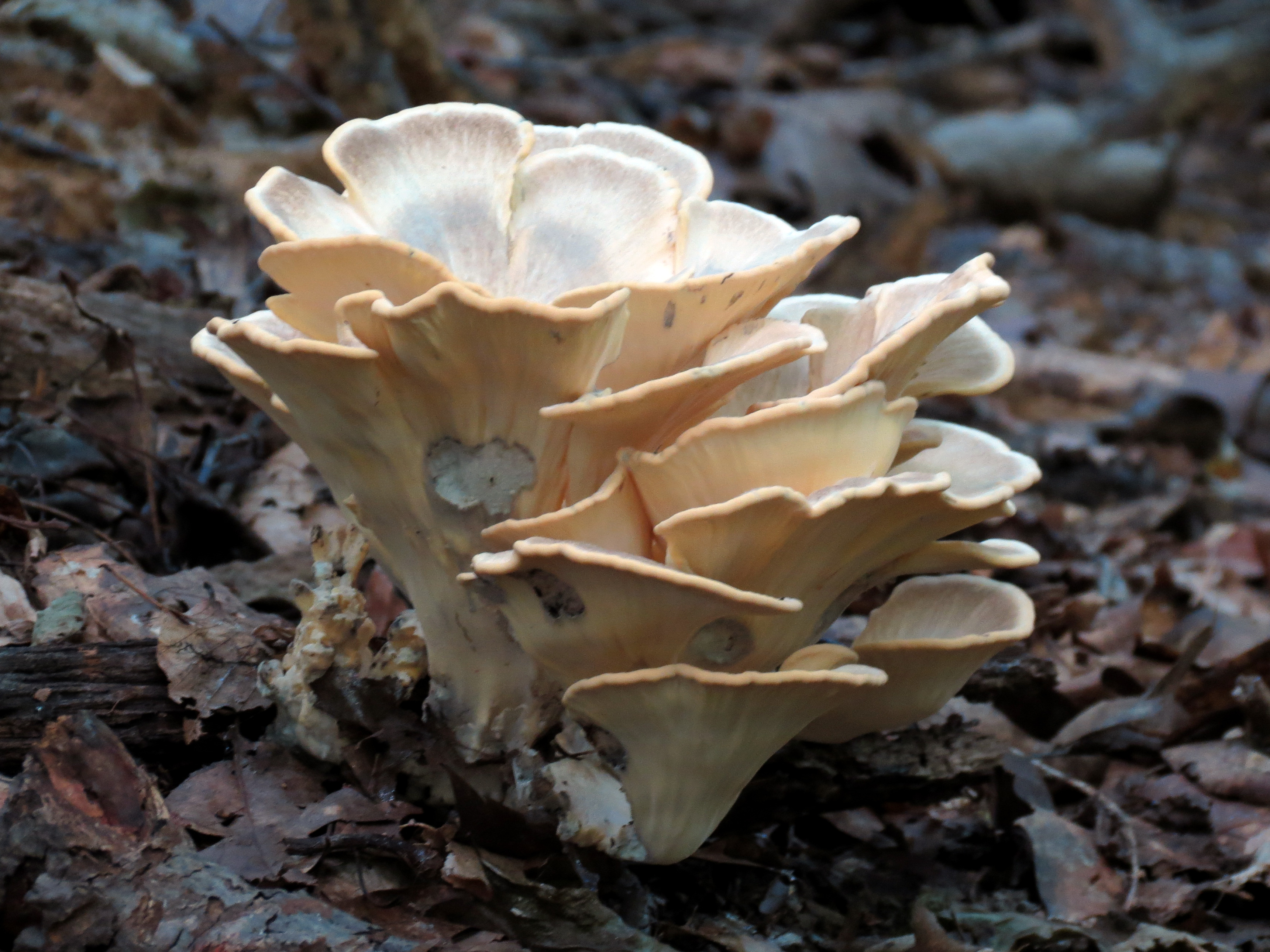
Meripilus sumstinei